# Holodne Pleso, Karlivka
Holodne Pleso (în ucraineană Холодне Плесо) este un sat în comuna Verhnea Lanna din raionul Karlivka, regiunea Poltava, Ucraina.

## Demografie
Componența lingvistică a localității Holodne Pleso
     Ucraineană (83,33%)
     Rusă (16,67%)
Conform recensământului din 2001, majoritatea populației localității Holodne Pleso era vorbitoare de ucraineană (83,33%), existând în minoritate și vorbitori de rusă (16,67%).